# Acqueville, Manche
Acqueville är en kommun i departementet Manche i regionen Normandie i norra Frankrike. Kommunen ligger i kantonen Beaumont-Hague som tillhör arrondissementet Cherbourg. År 2018 hade Acqueville 632 invånare.

## Befolkningsutveckling
Antalet invånare i kommunen Acqueville
| Referens: INSEE |